# Lydie Polfer
Lydie Polfer, née le 22 novembre 1952 à Luxembourg (Luxembourg), est une femme politique luxembourgeoise, députée depuis 2009 et Bourgmestre de la ville de Luxembourg depuis 2013.

## Biographie
Après des études de droit à l'université de Grenoble, elle s'inscrit au barreau des avocats à Luxembourg en 1977.
Elle est bourgmestre de la ville de Luxembourg entre 1982 et 1999 et depuis 2013. Elle a été élue bourgmestre de la Ville de Luxembourg après que son père, alors bourgmestre, soit tombé gravement malade en 1982. Elle est également vice-Première ministre et ministre des Affaires étrangères entre 1999 et 2004 et députée européenne entre 2004 et 2009.
Elle est membre du Parti démocratique, qu'elle préside de 1994 à 2004.
Elle a pour époux Hubert Wurth, ambassadeur du Luxembourg auprès de l’ONU. Le couple a une fille.